# Клития (дочь Пандарея)
Клития (др.-греч. Κλυτία, Κλυτίη, она же Фтия др.-греч. Φθία) — персонаж древнегреческой мифологии. В «Илиаде» и «Одиссее» упоминается, но не названа по имени, а тождество упоминаний ясно лишь из схолий. Дочь Пандарея, наложница Аминтора. С ней возлёг Феникс. По другой версии, её звали Фтия, и она ложно обвинила Феникса в её соблазнении Изображена на картине Полигнота в Дельфах.